# ニュージャージー州の都市圏の一覧

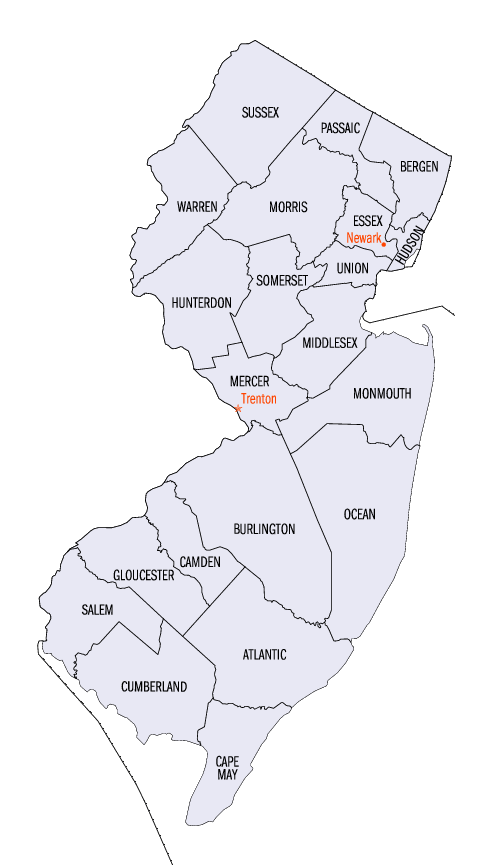
ニュージャージー州の21郡を示す地図

本項目はニュージャージー州の都市圏の一覧（ニュージャージーしゅうのとしけんのいちらん）である。
アメリカ合衆国国勢調査局は、ニュージャージー州に合同統計地域（CSA/広域都市圏）3ヶ所、および大都市統計地域（MSA/都市圏）6ヶ所を定義している。下表には、左列より以下の情報を示す。
- 合同統計地域（定義されている場合）の名称
- 合同統計地域の人口
- コアベース統計地域（大都市統計地域および小都市統計地域）の名称
- コアベース統計地域の人口
- 各統計地域に含まれる郡の名称
- 各統計地域に含まれる郡の人口

なお、下表においては、ニュージャージー州と他州にまたがる合同統計地域およびコアベース統計地域については、名称と統計地域の総人口を青緑色で、ニュージャージー州内の人口を黒色でそれぞれ示す。また、他州のコアベース統計地域、郡、および計画地域については、その名称と人口を緑色でそれぞれ示す。
下表における人口の数値はすべて2020年に行われた国勢調査時のものである。また、合同統計地域、コアベース統計地域（大都市統計地域・小都市統計地域）のいずれも、2023年7月21日時点での定義に従う。
| 合同統計地域                                                 | 人口                 | コアベース統計地域                                 | 人口                 | 郡/計画地域                                      | 人口      |
| ------------------------------------------------------------ | -------------------- | -------------------------------------------------- | -------------------- | ------------------------------------------------ | --------- |
| ニューヨーク・ニューアーク広域都市圏                         | 22,093,604 7,302,937 | ニューヨーク・ニューアーク・ジャージーシティ都市圏 | 19,743,606 6,915,597 | ニューヨーク州キングス郡                         | 2,736,074 |
| ニューヨーク・ニューアーク広域都市圏                         | 22,093,604 7,302,937 | ニューヨーク・ニューアーク・ジャージーシティ都市圏 | 19,743,606 6,915,597 | ニューヨーク州クイーンズ郡                       | 2,405,464 |
| ニューヨーク・ニューアーク広域都市圏                         | 22,093,604 7,302,937 | ニューヨーク・ニューアーク・ジャージーシティ都市圏 | 19,743,606 6,915,597 | ニューヨーク州ニューヨーク郡                     | 1,694,251 |
| ニューヨーク・ニューアーク広域都市圏                         | 22,093,604 7,302,937 | ニューヨーク・ニューアーク・ジャージーシティ都市圏 | 19,743,606 6,915,597 | ニューヨーク州サフォーク郡                       | 1,525,920 |
| ニューヨーク・ニューアーク広域都市圏                         | 22,093,604 7,302,937 | ニューヨーク・ニューアーク・ジャージーシティ都市圏 | 19,743,606 6,915,597 | ニューヨーク州ブロンクス郡                       | 1,472,654 |
| ニューヨーク・ニューアーク広域都市圏                         | 22,093,604 7,302,937 | ニューヨーク・ニューアーク・ジャージーシティ都市圏 | 19,743,606 6,915,597 | ニューヨーク州ナッソー郡                         | 1,395,774 |
| ニューヨーク・ニューアーク広域都市圏                         | 22,093,604 7,302,937 | ニューヨーク・ニューアーク・ジャージーシティ都市圏 | 19,743,606 6,915,597 | ニューヨーク州ウェストチェスター郡               | 1,004,457 |
| ニューヨーク・ニューアーク広域都市圏                         | 22,093,604 7,302,937 | ニューヨーク・ニューアーク・ジャージーシティ都市圏 | 19,743,606 6,915,597 | バーゲン郡                                       | 955,732   |
| ニューヨーク・ニューアーク広域都市圏                         | 22,093,604 7,302,937 | ニューヨーク・ニューアーク・ジャージーシティ都市圏 | 19,743,606 6,915,597 | エセックス郡                                     | 863,728   |
| ニューヨーク・ニューアーク広域都市圏                         | 22,093,604 7,302,937 | ニューヨーク・ニューアーク・ジャージーシティ都市圏 | 19,743,606 6,915,597 | ミドルセックス郡                                 | 863,162   |
| ニューヨーク・ニューアーク広域都市圏                         | 22,093,604 7,302,937 | ニューヨーク・ニューアーク・ジャージーシティ都市圏 | 19,743,606 6,915,597 | ハドソン郡                                       | 724,854   |
| ニューヨーク・ニューアーク広域都市圏                         | 22,093,604 7,302,937 | ニューヨーク・ニューアーク・ジャージーシティ都市圏 | 19,743,606 6,915,597 | モンマス郡                                       | 643,615   |
| ニューヨーク・ニューアーク広域都市圏                         | 22,093,604 7,302,937 | ニューヨーク・ニューアーク・ジャージーシティ都市圏 | 19,743,606 6,915,597 | オーシャン郡                                     | 637,229   |
| ニューヨーク・ニューアーク広域都市圏                         | 22,093,604 7,302,937 | ニューヨーク・ニューアーク・ジャージーシティ都市圏 | 19,743,606 6,915,597 | ユニオン郡                                       | 575,345   |
| ニューヨーク・ニューアーク広域都市圏                         | 22,093,604 7,302,937 | ニューヨーク・ニューアーク・ジャージーシティ都市圏 | 19,743,606 6,915,597 | パセーイク郡                                     | 524,118   |
| ニューヨーク・ニューアーク広域都市圏                         | 22,093,604 7,302,937 | ニューヨーク・ニューアーク・ジャージーシティ都市圏 | 19,743,606 6,915,597 | モリス郡                                         | 509,285   |
| ニューヨーク・ニューアーク広域都市圏                         | 22,093,604 7,302,937 | ニューヨーク・ニューアーク・ジャージーシティ都市圏 | 19,743,606 6,915,597 | ニューヨーク州リッチモンド郡                     | 495,747   |
| ニューヨーク・ニューアーク広域都市圏                         | 22,093,604 7,302,937 | ニューヨーク・ニューアーク・ジャージーシティ都市圏 | 19,743,606 6,915,597 | サマーセット郡                                   | 345,361   |
| ニューヨーク・ニューアーク広域都市圏                         | 22,093,604 7,302,937 | ニューヨーク・ニューアーク・ジャージーシティ都市圏 | 19,743,606 6,915,597 | ニューヨーク州ロックランド郡                     | 338,329   |
| ニューヨーク・ニューアーク広域都市圏                         | 22,093,604 7,302,937 | ニューヨーク・ニューアーク・ジャージーシティ都市圏 | 19,743,606 6,915,597 | サセックス郡                                     | 144,221   |
| ニューヨーク・ニューアーク広域都市圏                         | 22,093,604 7,302,937 | ニューヨーク・ニューアーク・ジャージーシティ都市圏 | 19,743,606 6,915,597 | ハンタードン郡                                   | 128,947   |
| ニューヨーク・ニューアーク広域都市圏                         | 22,093,604 7,302,937 | ニューヨーク・ニューアーク・ジャージーシティ都市圏 | 19,743,606 6,915,597 | ニューヨーク州パットナム郡                       | 97,668    |
| ニューヨーク・ニューアーク広域都市圏                         | 22,093,604 7,302,937 | ブリッジポート・スタンフォード・ダンバリー都市圏   | 946,327              | コネチカット州ウェスタン・コネチカット計画地域   | 620,549   |
| ニューヨーク・ニューアーク広域都市圏                         | 22,093,604 7,302,937 | ブリッジポート・スタンフォード・ダンバリー都市圏   | 946,327              | コネチカット州グレーター・ブリッジポート計画地域 | 325,778   |
| ニューヨーク・ニューアーク広域都市圏                         | 22,093,604 7,302,937 | カーヤスジョエル・ポキプシー・ニューバーグ都市圏   | 697,221              | ニューヨーク州オレンジ郡                         | 401,310   |
| ニューヨーク・ニューアーク広域都市圏                         | 22,093,604 7,302,937 | カーヤスジョエル・ポキプシー・ニューバーグ都市圏   | 697,221              | ニューヨーク州ダッチェス郡                       | 295,911   |
| ニューヨーク・ニューアーク広域都市圏                         | 22,093,604 7,302,937 | トレントン・プリンストン都市圏                     | 387,340              | マーサー郡                                       | 387,340   |
| ニューヨーク・ニューアーク広域都市圏                         | 22,093,604 7,302,937 | キングストン都市圏                                 | 181,851              | ニューヨーク州ウルスター郡                       | 181,851   |
| ニューヨーク・ニューアーク広域都市圏                         | 22,093,604 7,302,937 | モンティチェロ小都市圏                             | 78,624               | ニューヨーク州サリバン郡                         | 78,624    |
| ニューヨーク・ニューアーク広域都市圏                         | 22,093,604 7,302,937 | ヘムロックファームズ小都市圏                       | 58,535               | ペンシルベニア州パイク郡                         | 58,535    |
| フィラデルフィア・レディング・カムデン広域都市圏             | 7,379,700 1,876,425  | フィラデルフィア・カムデン・ウィルミントン都市圏   | 6,245,051 1,352,476  | ペンシルベニア州フィラデルフィア郡               | 1,603,797 |
| フィラデルフィア・レディング・カムデン広域都市圏             | 7,379,700 1,876,425  | フィラデルフィア・カムデン・ウィルミントン都市圏   | 6,245,051 1,352,476  | ペンシルベニア州モントゴメリー郡                 | 856,553   |
| フィラデルフィア・レディング・カムデン広域都市圏             | 7,379,700 1,876,425  | フィラデルフィア・カムデン・ウィルミントン都市圏   | 6,245,051 1,352,476  | ペンシルベニア州バックス郡                       | 646,538   |
| フィラデルフィア・レディング・カムデン広域都市圏             | 7,379,700 1,876,425  | フィラデルフィア・カムデン・ウィルミントン都市圏   | 6,245,051 1,352,476  | ペンシルベニア州デラウェア郡                     | 576,830   |
| フィラデルフィア・レディング・カムデン広域都市圏             | 7,379,700 1,876,425  | フィラデルフィア・カムデン・ウィルミントン都市圏   | 6,245,051 1,352,476  | デラウェア州ニューカッスル郡                     | 570,719   |
| フィラデルフィア・レディング・カムデン広域都市圏             | 7,379,700 1,876,425  | フィラデルフィア・カムデン・ウィルミントン都市圏   | 6,245,051 1,352,476  | ペンシルベニア州チェスター郡                     | 534,413   |
| フィラデルフィア・レディング・カムデン広域都市圏             | 7,379,700 1,876,425  | フィラデルフィア・カムデン・ウィルミントン都市圏   | 6,245,051 1,352,476  | カムデン郡                                       | 523,485   |
| フィラデルフィア・レディング・カムデン広域都市圏             | 7,379,700 1,876,425  | フィラデルフィア・カムデン・ウィルミントン都市圏   | 6,245,051 1,352,476  | バーリントン郡                                   | 461,860   |
| フィラデルフィア・レディング・カムデン広域都市圏             | 7,379,700 1,876,425  | フィラデルフィア・カムデン・ウィルミントン都市圏   | 6,245,051 1,352,476  | グロスター郡                                     | 302,294   |
| フィラデルフィア・レディング・カムデン広域都市圏             | 7,379,700 1,876,425  | フィラデルフィア・カムデン・ウィルミントン都市圏   | 6,245,051 1,352,476  | メリーランド州セシル郡                           | 103,725   |
| フィラデルフィア・レディング・カムデン広域都市圏             | 7,379,700 1,876,425  | フィラデルフィア・カムデン・ウィルミントン都市圏   | 6,245,051 1,352,476  | セイラム郡                                       | 64,837    |
| フィラデルフィア・レディング・カムデン広域都市圏             | 7,379,700 1,876,425  | レディング都市圏                                   | 428,849              | ペンシルベニア州バークス郡                       | 428,849   |
| フィラデルフィア・レディング・カムデン広域都市圏             | 7,379,700 1,876,425  | アトランティックシティ・ハモントン都市圏           | 369,797              | アトランティック郡                               | 274,534   |
| フィラデルフィア・レディング・カムデン広域都市圏             | 7,379,700 1,876,425  | アトランティックシティ・ハモントン都市圏           | 369,797              | ケープメイ郡                                     | 95,263    |
| フィラデルフィア・レディング・カムデン広域都市圏             | 7,379,700 1,876,425  | ドーバー都市圏                                     | 181,851              | デラウェア州ケント郡                             | 181,851   |
| フィラデルフィア・レディング・カムデン広域都市圏             | 7,379,700 1,876,425  | バインランド都市圏                                 | 154,152              | カンバーランド郡                                 | 154,152   |
| アレンタウン・ベスレヘム・イーストストラウズバーグ広域都市圏 | 1,030,216 109,632    | アレンタウン・ベスレヘム・イーストン都市圏         | 861,889 109,632      | ペンシルベニア州リーハイ郡                       | 374,557   |
| アレンタウン・ベスレヘム・イーストストラウズバーグ広域都市圏 | 1,030,216 109,632    | アレンタウン・ベスレヘム・イーストン都市圏         | 861,889 109,632      | ペンシルベニア州ノーサンプトン郡                 | 312,951   |
| アレンタウン・ベスレヘム・イーストストラウズバーグ広域都市圏 | 1,030,216 109,632    | アレンタウン・ベスレヘム・イーストン都市圏         | 861,889 109,632      | ウォーレン郡                                     | 109,632   |
| アレンタウン・ベスレヘム・イーストストラウズバーグ広域都市圏 | 1,030,216 109,632    | アレンタウン・ベスレヘム・イーストン都市圏         | 861,889 109,632      | ペンシルベニア州カーボン郡                       | 64,749    |
| アレンタウン・ベスレヘム・イーストストラウズバーグ広域都市圏 | 1,030,216 109,632    | イーストストラウズバーグ小都市圏                   | 168,327              | ペンシルベニア州モンロー郡                       | 168,327   |

## 註
1. ↑  QuickFacts. U.S. Census Bureau. 2020年.
2. ↑  OMB Bulletin No. 23-01, Revised Delineations of Metropolitan Statistical Areas, Micropolitan Statistical Areas, and Combined Statistical Areas, and Guidance on Uses of the Delineations of These Areas. Office of Management and Budget. 2023年7月21日.